# Xanthomixis zosterops
Xanthomixis zosterops là một loài chim trong họ Bernieridae.